# Arrhyton redimitum
Arrhyton redimitum — вид змій родини полозових (Colubridae). Ендемік Куби.

## Поширення і екологія
Arrhyton redimitum мешкають в прибережних районах на південному сході Куби, в провінціях Гранма, Сантьяго-де-Куба і Гуантанамо. Вони живуть в широколистяних і вічнозелених тропічних лісах, серед каміння і опалого листя. Трапляються на тінистих кавових плантаціях.